# Ciriaco da Buonvicino
Ciriaco da Buonvicino (Buonvicino, ... – 19 settembre 1030) è stato un abate italiano, venerato come santo dalla Chiesa cattolica.

## Biografia
Patrono di Buonvicino, all'età di 20 anni era già discepolo di san Nilo da Rossano.

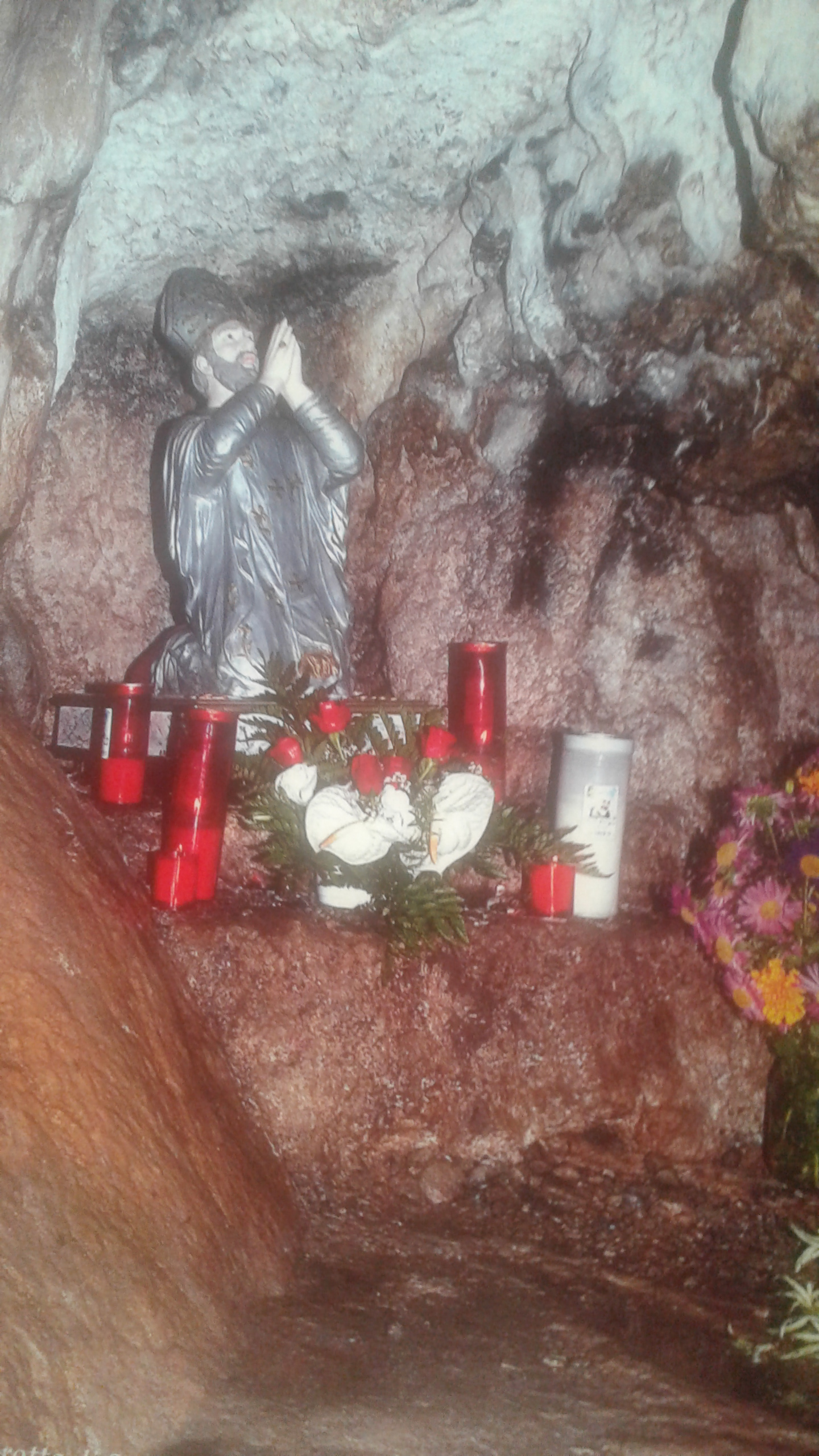
Grotta di San Ciriaco

Scrisse in greco il Lezionario biblico, datato 2 giugno 991, conservato nell'archivio della Biblioteca Vaticana, cod. Vat. gr 2138.
Seguì il maestro a Serperi e poi a Roma. Stabilì la sua dimora a Grottaferrata nel Tuscolano. In seguito tornò in Calabria. Nel 1037 si recò a Costantinopoli su invito del viceré (il catapano di Puglia) e guarì l'imperatore Michele Paflagonio. L'imperatore si disobbligò concedendo terre non solo nel territorio dell'attuale circoscrizione di Buonvicino, ma anche di Belvedere e di Malvito. Nel 1042, poiché ricopriva la funzione di egumeno nell'eparchia del Mercurio, si recò a s. Nicola di Donnoso, come giudice in una controversia.
Fu "ieromonaco" cioè monaco sacerdote, ed esorcista. Si distinse per la cultura e vari carismi, in modo particolare per i miracoli e le guarigioni.
Alternò la vita del cenobio con la vita eremitica, ritagliandosi del tempo per la vita ascetica nella "grotta" di Venicelle, ai piedi del monte Romano, presso il fiume Corvino.
Morì nel 1030 e venne sepolto nella chiesa del monastero di Santa Maria dei Padri, denominato in seguito "Monastero di San Ciriaco", nella zona del Mercurito e precisamente in contrada Scala.
Su uno sperone roccioso che sovrasta il centro storico è presente un busto di bronzo di 7 metri, raffigurante il santo. L'opera è stata realizzata dall'artista Michele Zappino.

## Il miracolo e l'eredità spirituale
Al santo viene attribuito il miracolo del 17 settembre 2006, giorno dedicato alla festa del santo, quando un enorme masso si staccò dalla cima dello sperone roccioso e cadde in piazza Vittoria, nel paese di Buonvicino, senza procurare alcun danno a persone o automobili.
Dall'analisi del suo modo di vivere si evince il richiamo alla solidarietà, alla giustizia, alla fratellanza ed alla pace.
Ogni anno, il 17 settembre si onora il santo con un pellegrinaggio alla grotta.